# 肖恩·林戈爾德
肖恩·林戈爾德（英語：Sean Ringgold）是一位於1977年11月3日出生的美國演員，他成為演員之前曾在該國紐約州紐約市皇后區洛克威海灘（英語：Rockaway Beach）社區擔任一名警衞員。林戈爾德由於在美國廣播公司日間電視劇「One Life to Live」中飾演肖恩·埃文斯（英語：Shaun Evans），和於講述聲名狼藉先生一生的美國傳記電影「Notorious」中飾演蘇格·奈特（英語：Suge Knight）而被廣為人知。接著林戈爾德不但在哥倫比亞華納廣播公司電視劇花邊教主和講述弗蘭克·盧卡斯一生的傳記電影「美國黑幫」中演出外，也曾為美國真人動畫3D電影「藍精靈」友情客串。

## 外部連結
- 肖恩·林戈爾德在互联网电影资料库（IMDb）上的資料（英文）